# Marken

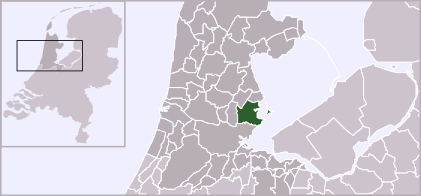
Municipio de Waterland.

Marken é uma vila do município de Waterland na Holanda do Norte. Atualmente, fica na península de Markermeer, antigamente, era uma ilha de Zuidersee. Em 1957 foi construído um dique fixo e alocados sistemas de drenagem que transformaram a ilha em uma península.
Desde a Idade Média até o momento, Marken perdeu cerca de 1/3 de seu território para a água, tendo sofrido com muitas inundações. Das construções encontradas sob a água foi encontrado um claustro medieval.
Devido as comuns inundações da região, as casas foram construídas, até o século XV sobre "terpes" artificiais, o que ajudava a evitar inundações e a perda das casas. Posteriormente, começaram-se a construir casas sobre palafitas, através das quais a água passava sem levar as casas.

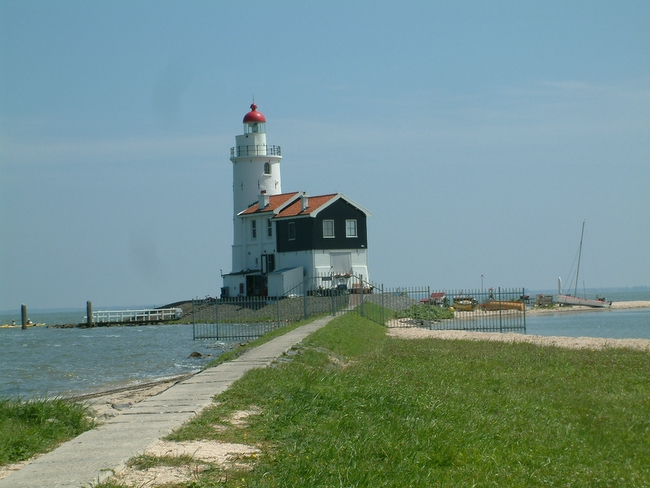
Farol de Marken

Com a construção do dique e drenagem da região as casas em palafitas foram abandonadas.
Por ser uma ilha de população mais isolada, de 1900 a 2000, a cidade foi alvo de estudo de diversos folcloristas, antropólogos e etnografistas com intuito de capturar informações sobre a cultura nativa tradicional.
A população vivia da criação de gado antigamente. Com a mudança na qualidade do solo e redução do pasto os habitantes passaram também a dedicar-se a pesca, sendo a cidades, atualmente, conhecida por sua pesca tradicional.
Em 1983 foi criado um museu sobre a história da ilha chamado Marker Museum.
Em 1991 Marken deixou de ser uma cidade separada e passou a ser uma vila da cidade de Waterland.
Marken é considerada patrimônio nacional tanto pelas casas antigas e tradicionais, cerca de 130, quanto pelo uso de trajes típicos por parte dos habitantes.
Não é permitido entrar de carro na cidade, existindo um estacionamento grande do lado de fora onde os visitantes podem deixar os carros e entrar caminhando.
Há cerca de nove quilômetros do centro da cidade é possível encontrar o farol e também o quebra-gelo.
Existe um ferryboat ligando Marken a Volendam.